# Lepiota clypeolaria
Lepiota clypeolaria, o lepiota en escudo, es hongo basidiomiceto de la familia Agaricaceae, que habita tanto en bosques de frondosas como de coníferas. Su cuerpo fructífero aflora en durante el verano y el otoño. El epíteto específico clypeus es la denominación en latín del clípeo, que era un escudo redondo utilizado por los griegos y romanos. La seta de este hongo, al igual que la de la mayoría de las especies del género Lepiota, no es comestible.

## Descripción
Cuando se desarrolla, el cuerpo fructífero de este hongo presenta un sombrero de entre 4 y 8 centímetros, ovoide al principio, campanulado más tarde y aplanado con un mamelón central cuando la seta madura. Es de color blanquecino pardusco, y está cubierto de escamas muy pequeñas de color pardo u ocre, presentando, en etapas jóvenes, restos del velo colgando de los bordes. El centro del sombrero presenta una apariencia más pardusca y con menos excrecencias. Las láminas son libres, poco separadas y ventrudas, de color blanco. El pie tiene una altura de unos 8 centímetros un diámetro de entre 0,4 y 1 centímetros, que le confiere un aspecto frágil. Presenta anillo, por debajo del cual el pie tiene un aspecto lanoso. La esporada es blanca, y su carne es de ese mismo color, con olor poco patente, algo afrutado, y sabor dulzón.

## Posibilidades de confusión
Es posible confundir su seta con la de otras especies poco frecuentes del género Lepiota, como L. ventriospora, con la parte lanosa del pie de color amarillo, y L. ignivolvata, que toma un color anaranjado en la parte inferior del pie.